# Gierałtowice
Pour les articles homonymes, voir Gierałtowice (homonymie).
Gierałtowice est un village polonais de la voïvodie de Silésie et du powiat de Gliwice. Il est le siège de la gmina de Gierałtowice et comptait 3 752 habitants en 2008.